# Polygonatum longistylum
Polygonatum longistylum là một loài thực vật có hoa trong họ Măng tây. Loài này được Y.Wan ex C.Z.Gao miêu tả khoa học đầu tiên năm 1990.